# 1412
1412 (MCDXII) a fost un an bisect al calendarului iulian, care a început într-o zi de vineri.

## Nașteri
- 6 ianuarie: Ioana d'Arc militară franceză (d. 1431)
- 22 august: Frederic al II-lea al Saxoniei  (d. 1464)
- dată necunoscută: Al-Qalasadi  (d. 1486)

## Decese
- 28 octombrie: Margareta I a Danemarcei, 59 ani (n. 1353)